# Mylomys rex
Mylomys rex é uma espécie de roedor da família Muridae.
Apenas pode ser encontrada no seguinte país: Etiópia.